# Kersaint-Plabennec
Kersaint-Plabennec (bret. Kersent-Plabenneg) – miejscowość i gmina we Francji, w regionie Bretania, w departamencie Finistère.
Według danych na rok 1990 gminę zamieszkiwało 1001 osób, a gęstość zaludnienia wynosiła 84 osoby/km² (wśród 1269 gmin Bretanii Kersaint-Plabennec plasuje się na 582. miejscu pod względem liczby ludności, natomiast pod względem powierzchni na miejscu 769.).